# 사도왕후
사도왕후 박씨(思道王后 朴氏, ? ~ 614년 2월)는 신라 진흥왕의 왕후로, 동륜태자와 진지왕의 어머니이다. 후에 출가하여 불교 승려로서의 법명은 묘법(妙法)이다.

## 생애
사도왕후 박씨는 모량리 각간 아버지 박영실과 위화랑의 딸 어머니 옥진의 딸로 일찍이 진흥왕과 혼인하였다. 진흥왕과의 사이에서 김동륜(金銅輪)과 김사륜(金舍輪), 김구륜(金仇輪)을 낳았다. 진흥왕이 말년에 출가하여 영흥사(永興寺)에서 불도를 닦았는데, 사도왕후도 이를 본받아 출가하였다. 묘법(妙法)을 법명으로 받아 진흥왕 사후에도 계속 영흥사에 머물렀으며, 614년(진평왕 36년) 2월에 영흥사에서 사망하였다.
한편 학계에서 위서 논란이 있는 《화랑세기》에 따르면, 사도왕후는 영실과 옥진궁주의 딸이라고 한다. 7세에 진흥왕과 결혼하여 매우 금슬이 좋았다. 지소태후가 숙명공주를 진흥왕과 결혼시켜 정숙(貞肅)을 낳았고, 그를 태자로 삼았으나 숙명공주가 이화랑이 결혼하여 궁을 나갔기 때문에 정숙은 폐위되고 사도왕후의 아들 동륜이 태자가 될 수 있었다. 사도왕후는 대원신통으로 왕위를 잇기 위해 아들 동륜에게 조카 미실을 몰래 짝지어 주었으나 미실이 진흥왕을 받들게 되면서 실패하였다고 한다. 576년, 진흥왕이 사망하자 사도왕후는 이를 감추고 둘째 아들 진지왕으로 즉위시켜 미실을 왕후로 삼아 대원신통을 이으려 하였는데, 진지왕이 신라 국민분들을 위해 노력하고 불순한 무리들을 경계하자 미실과 사도태후는 노리부,세종 전군, 설원,미생, 문노와 낭도들을 통하여 무력으로 왕궁을 점령하여 진지왕을 폐위시켰다. 진평왕의 즉위 초기에는 태상태후(太上太后)의 신분으로 579년부터 584년까지 섭정을 하였고, 미실은 새주(璽主)가 되었으며, 이찬(伊湌)이었던 노리부는 상대등에 임명되었다.

## 가족관계

### 선대
- 조부 : 수지 박씨
- 조모 : 보현공주 김씨
  - 아버지 : 박영실(朴英失)
- 외조부 : 위화랑
- 외조모 : 오도부인 김씨
  - 어머니 : 옥진궁주 김씨(玉珍宮主 金氏)

### 남편과 후손
- 남편 : 진흥왕 - 신라 제24대 왕
  - 아들 : 동륜태자 (銅輪)
    - 며느리 : 만호부인
      - 손자 : 진평왕 - 신라 제26대 왕
        - 증손녀 : 선덕여왕 - 신라 제27대 왕

      - 손자 : 진정 갈문왕
      - 손자 : 진안 갈문왕

    - 며느리 : 미실
      - 손녀 : 애송공주

  - 아들 : 진지왕 (眞智王) - 신라 제25대 왕
    - 며느리 : 지도부인 박씨
      - 손자 : 김용춘
      - 손자며느리 : 천명공주
        - 증손자 : 무열왕 - 신라 제29대 왕

    - 며느리 : 보명궁주

  - 아들 : 김구륜 (金仇輪)
    - 손자 : 김선품(金善品) - 문무왕(文武王)의 비 자의왕후(慈儀王后)의 아버지

  - 장녀 : 태양공주(太陽公主) 
    - 외손 : 태원공(太元公)
    - 외손 : 호원공(好元公)

  - 차녀 : 아양공주(阿陽公主) 
    - 외손 : 김서현(金舒玄)

  - 삼녀 : 은륜공주(銀輪公主)
    - 외손 : 효종(孝宗)
    - 외손 : 하희(夏姬)
    - 외손 : 월희(月姬)

  - 사녀 : 월륜공주(月輪公主)

## 사도왕후가 등장하는 작품

### TV 드라마
- 《삼국기》(KBS, 1992년~1993년, 배우:김석옥)
- 《대왕의 꿈》(KBS, 2012년~2013년, 배우:정재순)